# 大多喜ダム
大多喜ダム（おおたきダム）は、千葉県夷隅郡大多喜町、二級河川・夷隅川（いすみがわ）水系沢山川に建設が進められていたダムである。
千葉県が計画を進めていた県営ダムで、高さ36.5メートルのロックフィルダム。夷隅川水系唯一の多目的ダムとして計画され、夷隅川下流の治水と南房総地域への上水道供給を目的とし、さらに房総導水路の調整池としての役割も担う予定であった。しかし事業の長期化が進む中で南房総地域の上水道需要が低下。その結果下流受益地の自治体が事業からの撤退を表明したため、2008年（平成20年）3月27日に事業中止方針が公表され、地元住民の理解を得られたとして、県は2011年3月4日正式に中止を決定した。その後は川幅を広げる｢河道改修方式｣を行う。中止したダム事業の一つである。

## 沿革
夷隅川は千葉県内の二級水系としては小櫃川・養老川と並ぶ大河川であり、房総半島南東部を貫流している。流域は農業が盛んで古くからため池が多く作られる一方、外房線の開通などによって次第に人口が増加。このため夷隅川最上流部の支流に勝浦ダム（アースダム、29.0メートル）が建設されており、利水事業は進められていた。だが、夷隅川は大きく蛇行を繰り返す河川であり、これが河水の流下の阻害要因となって大雨の際には幾度と無く増水し、流域は浸水などの被害を受けていた。だが、河川改修は堤防の建設程度に留まり、かつ宅地化の進行によって新たな堤防建設が難しくなったこともあり、根本的な治水対策としてダムによる洪水調節が図られることになった。
夷隅川本流はほとんどが台地または平野であるため、ダム建設に適した地点は無かった。このため支流へのダム建設が検討された結果、大多喜町を流れる一次支流・西部田川の支流である沢山川に適切なダムサイトがあることが判明。1989年（平成元年）より国庫補助を受けて「夷隅川総合開発事業」の一環として千葉県による補助多目的ダムとして大多喜ダム建設事業が計画され1991年（平成3年）に事業はスタートした。

## 目的
ダムの型式は中央土質遮水壁型ロックフィルダム（ゾーン型フィルダム）。堤高は36.5メートル。目的は沢山川・西部田川・夷隅川下流の洪水調節、西部田川・夷隅川下流域における既得農業用水を確保するための不特定利水、千葉県安房地域（鴨川市・館山市・南房総市・鋸南町）と夷隅地域（勝浦市・いすみ市・大多喜町）への上水道供給である。

### 房総導水路事業の一環
沢山川は水量の乏しい小河川であり、ダム自身の流域面積も3.6km2 で広くはない。自流水での湛水（たんすい）は困難であるためこのダムは他の河川から取水して貯水する。大多喜ダムは独立行政法人水資源機構が施工・管理している房総導水路事業の一環を形成しており、「利根川・荒川水系水資源開発基本計画」（フルプラン）においても房総導水路事業に組み込まれていた。
房総導水路は利根川の水を農林水産省管理の両総用水（栗山川）を通じて房総半島に送水し灌漑・上水道・工業用水道の供給に充てることが目的であり、調整池として東金ダム・長柄ダムが既に完成している。大多喜ダムは「南房総導水路」の貯水池として長柄ダムからトンネルを通じて水を貯留し、安房地域・夷隅地域への上水道供給を図ろうとしていた。

## 事業中止
ダム事業がスタートした1991年以降、水没地域の住民から猛烈な反対運動を受け、1996年（平成7年）に住民団体「大多喜ダム建設対策委員会」との補償基準が妥結するまで交渉には5年を費やしている。現在は町道の付け替え工事と並行して水没地域の周辺整備事業の推進を行っているが、地権者約500名の内約30名が用地補償を巡る買収交渉に難色を示しており、補償交渉の完全な妥結までには至っていない。千葉県ではダムの完成時期を2010年（平成22年）と定めていたが現状として付替道路工事のみを先行して実施しているのみであり、大幅な工事進捗遅延は避けられずダム事業は長期化の一途をたどっていた。
こうしたダム事業の長期化が進む一方で、上水道の供給が予定されていた南房総地域の各自治体は当初の予測より人口の伸びが鈍化。そのため当初予測していた水需要も下方修正することになった。このため次第に大多喜ダムの上水道供給は費用対効果の面でメリットが無くなり、2007年（平成19年）には相次いで受益地の各自治体がダム事業の参加から撤退する方針を表明した。こうした県内自治体の動きを受けて千葉県は翌2008年初頭より千葉県公共事業審査委員会に大多喜ダム建設事業の継続の可否を問い、答申の結果同年3月27日に事業中止の方針を正式に発表した。これまでに費やした費用は約67億円で、うち半分は国庫からの補助金であったので千葉県の実質負担は約33億5,000万円である。今後は新たな夷隅川水系の治水対策が求められてゆく。

## 参考資料・外部リンク
- ダム便覧（財団法人日本ダム協会）大多喜ダム - ウェイバックマシン（2009年4月18日アーカイブ分）
- ザ・レイクチャンプ - シークレットポイント - 大多喜ダム
- 千葉県大多喜ダム建設事務所 - ウェイバックマシン（2008年5月24日アーカイブ分）